# Yoel Razvozov
Yoel Razvozov, ook wel gespeld als Yoel Rozbozov (Hebreeuws: יואל רזבוזוב , Russisch: Йоэль Развозов) (Birobidzjan, 5 juli 1980) is een Israëlische politicus en vroeger judoka voor het Israëlische nationale team. Sinds februari 2013 is hij Knessetlid voor Yesh Atid.
Razvozov werd geboren in de Joodse Autonome Oblast in de toenmalige Sovjet-Unie (tegenwoordig de Russische Federatie). Zijn familie emigreerde in 1991 naar Israël. Hij was toen elf jaar oud.

## Judo
Razvozov werd opgenomen in het Israëlische nationale judoteam. Toen hij 16 jaar was werd hij eerste bij de Israëlische judokampioenschappen. In 2002 werd hij vijfde bij de Europese judokampioenschappen in Maribor in de gewichtsklasse tot 73 kg. In 2003 werd hij zevende in de gewichtsklasse tot 73 kg bij de wereldkampioenschappen judo in Osaka. In 2004 behaalde hij zilver in de gewichtsklasse tot 73 kg bij de Europese Judokampioenschappen in Boekarest. In 2005 behaalde hij opnieuw zilver in de gewichtsklasse tot 73 kg bij de Europese kampioenschappen judo in Rotterdam.

## Politiek
Razvozov werd in 2008 lid van de gemeenteraad van Netanya. Hij beheerde de portefeuille sport. Hij werd lid van het Israëlisch Olympisch Comité. Hij werd lid van de in 2012 door Yair Lapid opgerichte partij Yesh Atid, kwam op de achtste plaats van de lijst en werd in 2013 gekozen als lid van de negentiende Knesset. In 2015 werd hij herkozen als lid van de twintigste Knesset. In 2021 werd hij tevens minister van Toerisme in het Kabinet-Bennett.